# Quan Miếu

Vị trí tại Đài Nam

Quan Miếu (tiếng Trung: 關廟區; bính âm: Guānmiào Qū) là một khu (quận) của thành phố Đài Nam, Trung Hoa Dân Quốc (Đài Loan). Đây là một quận nông thôn và địa hình chủ yếu là đồi núi. Quan Miếu có diện tích 53,6413 km², dân số vào tháng 8 năm 2011 là 35.761 người thuộc 10.728 hộ gia đình, mật độ cư trú đạt 666,7 người/km².